# Fioretti College (Zuid-Holland)
Het Fioretti College is een Nederlandse scholengemeenschap in Lisse en Hillegom ontstaan in 1980 uit een samenwerkingsverband tussen vijf scholen. De naam "Fioretti" is Italiaans voor bloemetjes: de school staat immers in de Bollenstreek maar verwijst ook naar de Fioretti, een bundel verhalen over Sint Franciscus,  omdat de school oorspronkelijk is gesticht door de Franciscanen.
Fioretti College maakt samen met de scholengemeenschap  Teylingen College deel uit van de Stichting Fioretti Teylingen met een centrale bedrijfsvoering gevestigd te Voorhout.
De scholengemeenschap kent een Fioretti College Lisse en een Fioretti College Hillegom. Er wordt lesgegeven op twee locaties:
- Fioretti College (hoofdlocatie) te Lisse - mavo, havo, atheneum en gymnasium
- Fioretti College Hillegom te Hillegom - vmbo-economie, techniek en zorg & welzijn, mavo en havo 1-2-3